# Tembarak (Kertosono)
Tembarak is een bestuurslaag in het regentschap Nganjuk van de provincie Oost-Java, Indonesië. Tembarak telt 3944 inwoners (volkstelling 2010).